# Chambon (Gard)
Chambon (oficialmente, Le Chambon) es una comuna francesa situada en el departamento de Gard, en la región de Occitania.

## Demografía
| 418 | 273 | 222 | 183 | 196 | 240 | 261 |
| Para los censos de 1962 a 1999 la población legal corresponde a la población sin duplicidades (Fuente: INSEE [Consultar]) |     |     |     |     |     |     |